# Queer Lion 2022
Il Queer Lion 2022 è la sedicesima edizione del riconoscimento collaterale che premia «il miglior film con tematiche omosessuali & Queer Culture», assegnato nel quadro delle manifestazioni della 79ª Mostra internazionale d'arte cinematografica di Venezia che ha avuto luogo dal 31 agosto al 10 settembre 2022.
La giuria è stata presieduta Rich Cline, critico e giornalista cinematografico.
La cerimonia di premiazione si è svolta venerdì 9 settembre 2022. Hanno concorso per il premio 19 film. Il vincitore è stato il tedesco Aus meiner Haut (Skin Deep) diretto da Alex Schaad, presentato nella sezione 37. Settimana Internazionale della Critica. La motivazione è stata la seguente:
Il Queer Lion alla carriera è stato attribuito al regista francese Sébastien Lifshitz perché secondo la giuria ha saputo raccontare l’universo LGBTQ attraverso lo sguardo personale di un cineasta che, evitando le trappole della spettacolarizzazione e senza dimenticare mai la dimensione politica del racconto, tratteggia in maniera sublime vividi ritratti che stupiscono per autenticità, sguardo morale e pudore, in opere che trascendono il loro stesso formato, diventando “molto più che semplici opere di finzione” e “molto più che solo documentari.

## Regolamento di partecipazione
Hanno concorso per il Queer Lion Award tutti i film, di durata pari o superiore a 30 minuti, con tematiche e personaggi LGBT rilevanti all'interno dell’opera.
Nella sezione Fuori Concorso sono state segnalate tutte le opere queer di durata inferiore a 30’, i film con personaggi o situazioni LGBTQ estremamente secondari e marginali rispetto alla centralità della trama e i restauri delle pellicole che hanno fatto la storia del cinema e della cultura queer.

## Giuria
- Rich Cline - giornalista e critico cinematografico - Presidente di giuria
- Daniel N. Casagrande - giornalista e critico cinematografico -
- Marco Busato - operarore radiofonco -
- Adriano Virone - animatore culturale, attivista gay e DJ
- Jani Kuštrin - archivista, operatore culturale e attivista LGBT

## Film

### In gara
- Il signore delle formiche di Gianni Amelio (Italia, 134’, 2022)
- The Whale di Darren Aronofsky (Usa, 117’, 2022)
- TÁR di Todd Field (Usa, 158’, 2022)
- Monica di Andrea Pallaoro'(Usa, Italia, 106’, 2022)
- All the Beauty and the Bloodshed di Laura Poitras (Usa, 113’, 2022)
- L’immensità di Emanuele Crialese (Italia, Francia, 97’, 2022)
- Chleb i sól (Bread and Salt) di Damian Kocur (Polonia, 100’, 2022)
- L’origine du mal di Sébastien Marnier (Francia, Canada, 125’, 2022)
- Desperate Souls, Dark City and the Legend of Midnight Cowboy di Nancy Buirski (Usa, 101’, 2022)
- Blue Jean di Georgia Oakley (Regno Unito, 97’, 2022)
- Lobo e cão (Wolf and Dog) di Cláudia Varejão (Portogallo, 111’, 2022)
- Běžná selhání (Ordinary Failures) di Cristina Groșan (Repubblica Ceca, Ungheria, Italia, Slovacchia, 84’, 2022)
- Casa Susanna di Sebastien Lifshitz (Francia, Stati Uniti, 97’, 2022)
- Le favolose di Roberta Torre (Italia, 80’, 2022)
- Les damnés ne pleurent pas di Fyzal Boulifa (Francia, Belgio, Marocco, 110’, 2022)
- Trois nuits par semaine di Florent Gouëlou (Francia, 103’, 2022)
- Anhell69 di Theo Montoya (Colombia, 75’, 2022)
- Eismayer di David Wagner (Austria, 87’, 2022)
- Aus meiner Haut (Skin Deep) di Alex Schaad (Germania, 103’, 2022)

### Fuori concorso

#### Lungometraggi
- Blonde di Andrew Dominik (Usa, 165’, 2022)
- Bones and All di Luca Guadagnino (Usa, 130’, 2022)
- Blanquita di Fernando Guzzoni (Cile, Messico, Lussemburgo, Francia, Polonia, 99’, 2022)
- Da li ste videli ovu ženu? (Have You Seen This Woman?) di Dušan Zorić e Matija Gluščević (Serbia, 79’, 2022)

#### Documentari
- Franco Zeffirelli, conformista ribelle di Anselma Dell’Olio (Italia, 120’, 2022)

#### Restauri
- Teorema di Pier Paolo Pasolini (Italia, 98’, 1968)
- Thérèse et Isabelle (Therese and Isabelle) di Radley Metzger (Paesi Bassi, Francia, Germania Ovest, Usa, 119’, 1968)

#### Cortometraggi
- Look At Me di Sally Potter (Uk, Usa, 16′, 2022)
- Christopher at Sea di Tom CJ Brown (Francia, Usa, Uk, 20’, 2022)
- Sahbety (La mia amica) di Kawthar Younis (Egitto, 17′, 2022)
- Chroma 11 di Tsang Tsui-Shan (Hong Kong, 13’)
- Albertine Where Are You? di Maria Guidone (Italia, 20’, 2022)
- Pinned Into A Dress di Gianluca Matarrese e Guillaume Thomas (Francia, 20’, 2022)
- La stanza lucida di Chiara Caterina (Italia, 20’, 2022)